# Girls on the Beach
Girls on the Beach est une chanson du groupe The Beach Boys parue sur l'album All Summer Long en 1964. Elle a été composée par Brian Wilson.
Les Beach Boys interprètent cette chanson dans le film The Girls on the Beach (en) sorti en 1965.